# Uvanita
La uvanita és un mineral de la classe dels òxids. Rep el seu nom en al·lusió a la seva composició, que conté urani i vanadi.

## Característiques
La uvanita és un òxid de fórmula química estimada U₂6+V₆5+O21·15H₂O. Cristal·litza en el sistema ortoròmbic. Es troba en forma de recobriments cristal·lins i de manera massiva.
Segons la classificació de Nickel-Strunz, la uvanita pertany a «04.HB - V[5+, 6+] Vanadats: uranil Sorovanadats» juntament amb els següents minerals: carnotita, margaritasita, sengierita, curienita, francevillita, fritzscheïta, metavanuralita, vanuralita, metatyuyamunita, tyuyamunita, strelkinita i rauvita.

## Formació i jaciments
Va ser descoberta a la muntanya Temple al districte de San Rafael, al comtat d'Emery, Utah, Estats Units. També ha estat descrita a altres indrets dels Estats Units, a l'Argentina, a la Xina i a Eslovènia. Sol trobar-se associada a altres minerals com: rauvita, òpal-AN, metatorbernita, hewettita, guix i carnotita. Als territoris de parla catalana tan sols ha estat descrita a la mina Eureka (La Torre de Cabdella, Pallars Jussà).